# 布瓦勒鲁瓦 (厄尔省)
布瓦勒鲁瓦（法語：Bois-le-Roi，法語發音：[bwa lə ʁwa] ⓘ）是法国厄尔省的一个市镇，属于埃夫勒区。

## 地理
布瓦勒鲁瓦（48°51'47"N, 1°20'40"E）面积5.42 平方千米，位于法国诺曼底大区厄尔省，该省份为法国北部内陆省份，北起滨海塞纳省，西接奧恩省和卡爾瓦多斯省，南至厄尔-卢瓦省，东临瓦兹省、瓦兹河谷省和伊夫林省。
与布瓦勒鲁瓦接壤的市镇（或旧市镇、城区）包括：尚皮尼-拉菲特莱、克罗特、拉比、圣洛朗德布瓦。

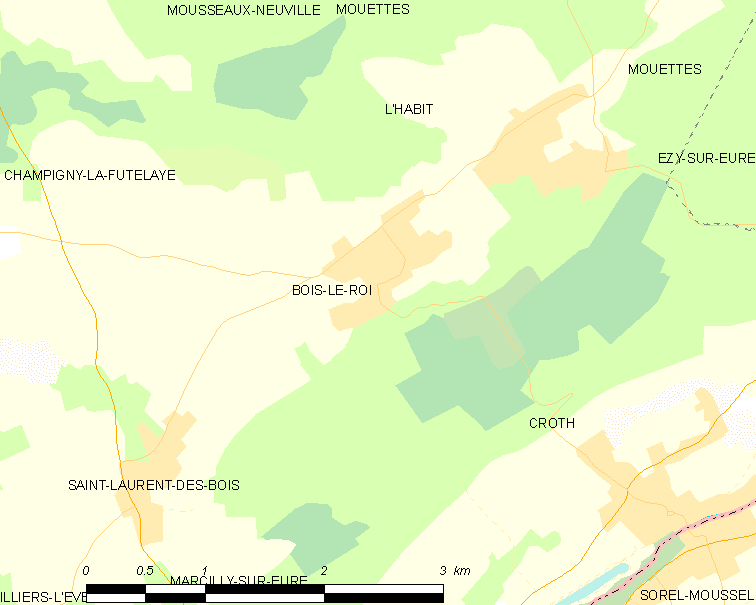
的OSM定位图

布瓦勒鲁瓦的时区为UTC+01:00、UTC+02:00（夏令时）。

## 行政
布瓦勒鲁瓦的邮政编码为27220，INSEE市镇编码为27073。

## 政治
布瓦勒鲁瓦所属的省级选区为圣安德烈德勒尔县。

## 人口

1962-2008年间人口变化图示

布瓦勒鲁瓦于2022年1月1日时的人口数量为1234人。